# 464
464 (CDLXIV) var ett skottår som började en onsdag i den julianska kalendern.

## Händelser

### Okänt datum
- Olybrius blir konsul i Konstantinopel.

## Födda
- Wu av Liang, kinesisk kejsare.

## Avlidna
- Aegidius, gallisk befälhavare och romersk general.